# Katolikus szentek és boldogok listája név szerint
A római katolikus egyház több mint 10 ezer  szentet tisztel.
Ez az oldal egy nem teljes lista a szentté és boldoggá nyilvánított személyekről, abc sorrend szerint.

## A, Á
- Abdiás próféta (december 2.)
- Szent Abdon és Szennen (Római katolikus) (július 30.)
- Szent Abraamiosz püspök (december 6.)
- Clermont-i Szent Ábrahám szerzetes (július 15.)
- Szent Achatius örmény vértanú (június 22.)
- Szent Achilleus és Nereus (május 12.)
- Szent Adalbert [Prágai Adalbert] vértanú püspök (április 23.)
- Magdeburgi Szent Adalbert (június 20.)
- I. Adeodát pápa  (november 8.)
- Nikomédiai Szent Adorján  (szeptember 8.)
- III. Adorján pápa  (július 8.)
- Szent Afra (május 14.)
- Agapé, Khionia és Eirené vértanúk (április 3.)
- I. Agapét pápa (április 22. és szeptember 20.)
- Agathius (Szent Ákos) (június 22.)
- Boldog Agatangelus és Kaszián kapucinus vértanúk (augusztus 7.)
- Agaton pápa  (január 10.)
- Szicília Szent Agáta
- Szent Ágnes (január 21.)
- Montepulcianói Szent Ágnes
- Prágai Szent Ágnes  (június 8.)
- Canterburyi Szent Ágoston (május 27.)
- Boldog Chapdelaine Ágoston vértanú (február 27.)
- Hippói Szent Ágoston (augusztus 28.)
- Szent Ágota (február 5.)
- Szent Aidan püspök (augusztus 31.)
- Gonzaga Szent Alajos (június 21.)
- Szent Albert
- Nagy Szent Albert  (november 15.)
- Akoimétosz Szent Alexandrosz
- Alexandriai Szent Alexandrosz  (február 26., Kopt: április 22.)
- Liguori Szent Alfonz (augusztus 1.)
- Canterburyi Szent Alphege
- Passaui Szent Altmann püspök (augusztus 8.)
- Szent Amand püspök (február 6.)
- Szent Ambrus (december 7.)
- I. Anaklét pápa (április 26.)
- I. Anasztáz pápa  (március 27.)
- Szent Anasztázia (december 25.)
- Boldog Ancina János Juvenál püspök (augusztus 11.)
- András apostol (november 30.)
- Bobola Szent András
- Zoborhegyi Szent András remete (július 17.)
- Fournet Szent András-Hubert (május 13.)
- Merici Szent Angéla rendalapító (január 27.)
- Anicét pápa (április 17.)
- Szent Anna  (július 26.)
- Szent Bertalan Anna karmelita apáca (június 7.)
- Páduai Szent Antal (június 13.)
- Pecserszki Szent Antal és Szent Teodoz szerzetesek (július 10.)
- Pucci Szent Antal (január 12.)
- Remete Szent Antal (január 17.)
- Zaccaria Szent Antal Mária (július 5.)
- Chignini Szent Antelmus püspök (június 6.)
- Anterósz pápa (január 3.)
- Pierozzi Szent Antonin domonkos érsek (május 2.)
- Canterburyi Szent Anzelm  (április 21.)
- Szent Ányos püspök. (november 17.)
- Szent Apollinaris  (augusztus 21.)
- Szent Apollonius (április 18.)
- Szent Apollónia (február 9.)
- Boldog Apor Vilmos
- Aprószentek Azok a gyermekek viselik ezt a nevet, akiket Jézus  miatt öletett meg Heródes. (december 28.)
- Szent Armogasztész, Maszkula és Szaturusz hitvallók (március 29.)
- Metzi Arnulf
- Szent Asella
- Szent Asztrik püspök (november 13.)
- Alexandriai Szent Atanáz  (május 2.)
- Athosz-hegyi Szent Atanáz szerzetes (július 5.)
- Szent Attila  (október 5.)
- Alexandriai Szent Aurélia
- Alcimus Ecdicius Avitus

## B
- Boldog Chiara Badano  (november 29.)
- Szent Balázs (február 3.)
- Szent Bálint (február 14.)
- Boldog Bánfi Buzád (november 11.)
- Szent Barnabás apostol (június 11.)
- Boldog Báthory László (pálos szerzetes)  (november 11.)
- Boldog Brenner János
- Boldog Batthyány-Strattmann László (január 22.)
- Ankirai Szent Bazil vértanú
- Szent Beatrix (július 29.)
- Becket Tamás [Canterburyi Szent Tamás]  (december 29.)
- Szent Béda egyháztanító (május 25.)
- II. Benedek pápa (május 7.)
- Boldog XI. Benedek pápa (július 7.)
- Biscopi Szent Benedek (január 12.)
- Szent Labre Benedek zarándok (április 16.)
- Mór Szent Benedek (április 4.)
- Nursiai Szent Benedek (március 21. és július 11.)
- Zoborhegyi Szent Benedek szerzetes  (július 17.)
- Szent Benjámin (március 31.)
- Szent Benno (június 16.)
- Soubirous Szent Bernadett (április 16.)
- Sienai Szent Bernardin (május 20.)
- Clairvaux-i Szent Bernát (augusztus 20.)
- Bertalan apostol (augusztus 24.)
- Avignoni Szent Bénezet
- Szent Beszteréd vértanú püspök (szeptember 24.)
- Boldog Bogdánffy Szilárd (október 3.)
- Szent Bonaventura (július 15.)
- I. Bonifác pápa (október 25.)
- IV. Bonifác pápa (május 25.)
- Szent Bonifác (június 5.)
- Pannonhalmi Szent Bonifác vértanú (november 11.)
- Szent Borbála (december 4.)
- Szent Borisz (július 24.)
- Szent Bőd  (november 11.)
- Boldog Brenner János
- Szent Brigitta  (február 1.)
- Kildare-i Szent Brigitta (február 1.)
- Svéd Szent Brigitta (július 23.)
- Querfurti Brúnó vértanú érsek (február 14.)
- Szent Buldus (november 11.)
- Maria Bernarda Bütler
- Boldog Władysław Bukowiński (június 20.)

## C
- Szent Caedmon szerzetes (február 11.)
- Arles-i Szent Caesarius püspök (augusztus 27.)
- Szent Cassianus apát (július 23.)
- Szent Cecília (november 22.)
- Giménez Malla Boldog Ceferino  (május 4.)
- I. Celesztin pápa
- V. Celesztin pápa (május 19.)
- Metzi Chlodulf (május 8.)
- Szent Cirill (február 14.)
- Jeruzsálemi Szent Cirill (március 18.)
- Clunyi Szent Odilo apát (január 1.)
- Stockeraui Szent Colman (szeptember 2.)
- Szent Cuthbert püspök (március 20.)
- Thascius Caecilius Cyprianus [Kárthágói Szent Ciprián] vértanú püspök (augusztus 31.)
- Szent Cyriacus vértanú (augusztus 9.)
- Boldog Csák Móric (március 20.)
- Szent Charbel Makhlouf (július 27)

## D
- I. Damáz pápa (december 11.)
- Dániel próféta (július 11.)
- I. Dávid skót király (november 11.)
- Szent Demeter (október 26.)
- Alexandriai Demetrius
- Dénes pápa (december 26.)
- Párizsi Szent Dénes vértanú püspök (október 9.)
- Juan Diego mexikói indián
- Szent Domonkos (március 9.)
- Szent Donát (augusztus 7.)
- Szent Dorottya (február 6.)
- Boldog Montaui Dorottya (június 25.)
- Szent Dunstan (május 19.)
- Szent Dymphna (május 15.)

## E
- II. Szent Eduárd angol király
- Hitvalló Eduárd angol király (január 5. és október 13.)
- Szír Szent Efrém (június 10.)
- Szent Egyed  (szeptember 1.)
- Szent Eligius (december 1.)
- Eleutherosz pápa (május 6.)
- Szent Emilianus
- Szent Emmerám (szeptember 22.)
- Szent Erasmus [Szent Elmo] (június 2.)
- IX. Erik svéd király (Szent Erik) vértanú (július 10.)
- Árpád-házi Boldog Erzsébet hercegnő (III. András leánya) (május 6.)
- Árpád-házi Boldog Erzsébet özvegy (V. István leánya) (november 13.)
- Aragóniai Szent Erzsébet
- Árpád-házi Szent Erzsébet  szűz (II. András leánya) (november 17.)
- Aragóniai Erzsébet portugál királyné (Portugáliai Szent Erzsébet) (július 8.)
- Boldog Eszkandéli Máté vértanú remete (november 13.)
- Boldog Estei Beatrix magyar királyné [D’Este Beatrix, II. András király felesége] (november 11.)
- Szent Eustachius (szeptember 20.)
- Euszebiosz pápa (szeptember 26.)
- Eutükhianosz pápa (december 8.)
- Evarisztosz pápa (október 26.)
- Ezana akszúmi király (Aezana) Etióp Ortodox Egyház

## F
- Szent Fausztina
- Fábián pápa (január 20.)
- I. Félix pápa (december 30.)
- III. Félix pápa
- IV. Félix pápa (január 30. v. szeptember 22.)
- Cantalicei Szent Félix (május 18.)
- III. Ferdinánd kasztíliai király [Szent Ferdinánd] (május 30.)
- Assisi Szent Ferenc (október 4.)
- Paulai Szent Ferenc (április 2.)
- Szalézi Szent Ferenc (január 24.)
- Xavéri Szent Ferenc (december 3.)
- Szent Fiacrius (szeptember 1.)
- Szent Filoména
- Hesseni Alekszandra Fjodorovna orosz cárné
- Szent Flórián (május 4.)
- Cabrini Szent Franciska (december 22.)
- Chantal Szent Johanna Franciska (december 12.)
- Római Szent Franciska (március 9.)
- Szent Frumentius  hittérítő (augusztus 1.)
- Fülöp apostol [Szent Fülöp] (május 3.)
- Néri Szent Fülöp (május 26.)
- Rinaldi Boldog Fülöp (december 5.)

## G
- Gábriel arkangyal bibliai alak (szeptember 29.)
- Gabriele Possenti [Szent Gábor] (február 27.)
- Szent Gaugericus
- I. Geláz pápa
- Szent Gellért vértanú püspök (szeptember 30.)
- Szent Genesius (augusztus 3.)
- Szent Genovéva (január 3.)
- Szent Geraldus (október 13.)
- Szent Gerard (október 16.)
- I. Gergely pápa (szeptember 3.)
- II. Gergely pápa (február 11.)
- III. Gergely pápa
- VII. Gergely pápa (május 25.)
- X. Gergely pápa
- Nazianzi Szent Gergely (január 2.)
- Tours-i Szent Gergely
- Boldog Gertrúd apátnő (november 16.)
- Boldog Bajorországi Gizella (I. István király felesége)  (május 7.)
- Cappenergi Szent Gottfried (január 16.)
- Grodecz Menyhért Kassai vértanú
- Boldog Lojze Grozde
- Szent Gudula
- Szent Günter bencés szerzetes

## GY
- Szent Gyárfás (június 19.)
- Szent György (április 23.)
- I. Gyula pápa (április 12.)

## H
- Hedvig lengyel királynő [Szent Hedvig-Jadwiga] (július 19.)
- Sziléziai Hedvig (október 16.)
- Gurki Szent Hemma (június 27.)
- II. Henrik német-római császár [Szent Henrik] (július 23.)
- Szent Hervé (június 17.)
- Hilár pápa (november 17.)
- Gázai Szent Hilárión szerzetes  (október 21.)
- Poitiers-i Szent Hilár (január 13.)
- Bingeni Szent Hildegárd apátnő (szeptember 17.)
- Hippolütosz (ellenpápa) (augusztus 13.)
- Szent Homobonus bűnbánó (november 13.)
- Canterburyi Honorius
- Hormiszdasz pápa
- Szent Hubertusz (november 3.)
- Avaloni Szent Hugó püspök (november 17.)
- Hüginosz pápa (január 11.)

## I
- Antiochiai Szent Ignác (október 17.)
- Loyolai Szent Ignác (július 31.)
- Illés próféta
- Szent Ilona (augusztus 18.)
- Magyar Boldog Ilona apáca
- Szent Imre I. István király fia  (november 5.)
- I. Ince pápa
- Boldog V. Ince pápa
- Boldog XI. Ince pápa(augusztus 13.)
- Szent István (vértanú)  (december 26.)
- I. István pápa (augusztus 2.)
- I. István magyar király (Szent István)  (augusztus 20.)
- Harding Szent István
- Permi Szent István
- Kermatini Szent Ivó (május 19.)
- Sevillai Szent Izidor (április 4.)

## J
- Jakab, az Úr testvére(május 3.)
- Idősebb Jakab apostol (július 25.)
- Ifjabb Jakab apostol (május 3.)
- Boldog János püspök
- I. János pápa (május 18.)
- XXIII. János pápa (október 11.)
- II. János Pál pápa (október 22.)
- János evangélista (december 27.)
- Alamizsnás Szent János
- Aranyszájú Szent János (szeptember 13.)
- Bosco Szent János (január 31.)
- Damaszkuszi Szent János (december 4.)
- Gualbert Szent János (július 12.)
- Istenes Szent János rendalapító  (március 8.)
- Kapisztrán Szent János (október 23.)
- Kenty Szent János (december 23.)
- Keresztelő János (június 24.)
- Keresztes Szent János (december 14.)
- Nepomuki Szent János (május 16.)
- Rilai Szent János
- Vianney Szent János (augusztus 4.)
- Szent Januáriusz (szeptember 9.)
- I. Jenő pápa
- Boldog III. Jenő pápa (július 8.)
- Szent Jeromos [Hieronymus] (szeptember 30.)
- Emiliáni Szent Jeromos (február 8.)
- Szent Joachim (július 26.)
- Jeanne d’Arc [Szent Johanna] (május 30.)
- Árpád-házi Boldog Jolán (június 15.)
- József (Jézus nevelőapja) (március 19.)
- Arimathiai József
- Cafasso Szent József (június 23.)
- Copertinói Szent József (szeptember 18.)
- Kalazanci Szent József (augusztus 25.)
- Júdás apostol (október 28.)
- Billiart Szent Júlia (április 8.)
- Szent Jusztinusz (április 14.)

Szent Johanna

## K
- Kájusz pápa
- Kaleb akszúmi király (Szent Elesbaan)
- Kali Sara (Szent Sára)
- I. Kallixtusz pápa (október 14.)
- Szent Kálmán vértanú (november 13.)
- Szent Kamill (július 14.)
- Boldog IV. Károly magyar király
- Borromei Szent Károly (november 4.)
- Szent Charles de Foucauld (Károly testvér) (június 3.)
- Szent Karposz, Papülosz és Agathóniké
- Kassai vértanúk Grodecz Menyhért, Kőrösi Márk, Pongrácz István
- Alexandriai Szent Katalin (november 25.)
- Svédországi Szent Katalin (március 24.)
- Sziénai Szent Katalin  (április 29.)
- Szent Kázmér (március 4.)
- I. Kelemen pápa (november 23.)
- Hofbauer Szent Kelemen
- Szent Kevin (június 3.)
- Kilenc Szent
- Árpád-házi Szent Kinga (július 24.)
- Assisi Szent Klára (augusztus 11.)
- IV. Knut dán király (július 10.)
- Szent Maximilian Kolbe
- Szent Kolumba (június 9.)
- Bajorországi Szent Konrád
- Konstanzi Szent Konrád
- Parzhami Szent Konrád
- Piecanzai Szent Konrád (február 19.)
- Kornél pápa (szeptember 16.)
- Szent Kozma és Damján (szeptember 26.)
- Kőrösi Márk Kassai vértanú
- Szent Kristóf (július 24.)
- Szent Kunigunda II. Henrik felesége, császárné. (március 3.)
- Alexandriai Kürillosz

## L
- IX. Lajos francia király (augusztus 25.)
- Toulouse-i Szent Lajos (augusztus 19.)
- Szent Lambert
- I. László magyar király [Szent László] (július 27.)
- Szent Lea
- Sevillai Szent Leander
- Noblati Szent Lénárd (november 6.)
- I. Leó pápa (november 10.)
- II. Leó pápa (július 3.)
- III. Leó pápa
- IV. Leó pápa
- IX. Leó pápa
- Linusz pápa (szeptember 23.)
- Szent Lőrinc (augusztus 10.)
- Brindisi Szent Lőrinc (július 21.)
- Canterburyi Lőrinc (február 3.)
- Római Szent Lőrinc (augusztus 10.)
- Szent Lúcia (december 13.)
- I. Luciusz pápa (március 4.)
- Szent Ludmilla
- Szent Lujza (március 15.)
- Lukács evangélista (október 18.)
- Antiochiai Szent Lukiánosz (január 7.)

## M
- Barat Szent Magdolna-Zsófia (május 25.)
- Szent Mamasz
- I. Marcell pápa
- Marcellinusz pápa
- Marcianus bizánci császár
- Alacoque Szent Margit-Mária (október 16.)
- Antiokheiai Szent Margit szűz vértanú  (július 20.)
- Árpád-házi Szent Margit (január 18.)
- Cortonai Szent Margit ferences nővér (február 22.)
- Skóciai Szent Margit (november 16.)
- Szűz Mária (január 1.)
- Lorettói Boldogságos Szűz Mária (augusztus 15.)
- Gorreti Szent Mária (július 6.)
- Savoyai Mária Krisztina szárd királyi hercegnő
- Boldog Gerhardinger Mária Terézia
- Mária Magdolna (július 22.)
- Szent Marinus
- Márk evangélista (április 25.)
- Márk pápa (október 7.)
- Szent Márta (július 29.)
- I. Márton pápa (április 13.)
- Porresi Szent Márton (november 3.)
- Tours-i Szent Márton (november 11.)
- Máté evangélista (szeptember 21.)
- Ringelheimi Szent Matilda (I. Henrik német király felesége) (március 14.)
- Szent Mátyás (május 14. v. február 24.)
- Maurikiosz bizánci császár
- Szent Medárd (június 8.)
- Szent Metód (február 14.)
- Boldog Meszlényi Zoltán
- Mihály arkangyal (szeptember 29.)
- Szent Miklós püspök (december 6.)
- Flüei Szent Miklós remete (március 21.)
- I. Miklós pápa (november 13.)
- Miltiadész pápa
- Szent Mónika (augusztus 27.)
- Szent Mór pécsi püspök (október 25.)
- Szent Mór (szeptember 22.)

## N
- Szent Nereus (május 12.)
- Szent Nílus szerzetes (szeptember 26.)
- Szent Nonna asszony (augusztus 5.)
- Szent Norbert (június 6.)
- Boldog Notker Balbulus bencés szerzetes (április 6.)

## O
- II. Olaf norvég király (július 10.)
- Plunkett Szent Olivér
- I. Orbán pápa (május 25.)
- II. Orbán pápa (július 29.)
- Boldog V. Orbán pápa (december 19.)
- Szent Orontius
- Szent Orsolya (október 21.)
- Szent Oszkár (február 3.)
- Bambergi Szent Ottó (július 2.)
- Boldog Özséb (november 13.)
- Vercelli Szent Özséb (augusztus 2.)

## P
- Pál apostol (június 29.)
- I. Pál pápa
- Keresztes Szent Pál (október 19.)
- Magyar Boldog Pál
- Magyar Szent Pál (november 13.)
- Remete Szent Pál (január 15.)
- Szent Pantaleon
- I. Paszkál pápa (május 14.)
- Szent Patrik (március 17.)
- Szent Paula (január 26.)
- Péter apostol (február 22.)
- Alcantarai Szent Péter ferences szerzetes (október 19.)
- Aranyszavú Szent Péter (július 30.)
- Canisius Szent Péter (december 21.)
- Damiani Szent Péter (február 21.)
- Fourier Szent Péter rendalapító (december 9.)
- Thomasius Szent Péter (november 13.)
- Veronai Szent Péter
- Szent Piligrim (november 13.)
- Arpád-házi Szent Piroska [Szent László király leánya] (augusztus 13.)
- I. Piusz pápa (június 11.)
- V. Piusz pápa (április 30.)
- Boldog IX. Piusz pápa
- X. Piusz pápa (augusztus 21.)
- Szent Polikárp (február 23.)
- Pongrácz István kassai vértanú
- Pontiánusz pápa (augusztus 13.)
- Boldog Jerzy Popiełuszko
- Ġorġ Preca
- Bolognai Szent Proculus
- Pozzuoli Szent Proculus mártír (november 16.)
- Veronai Szent Proculus
- Sázavai Szent Prokop
- Szent Protáz (június 19.)
- Pulkheria keletrómai császárné
- Pelletier Szent Mária-Eufrázia apáca, rendalapító (április 24.)

## Q
- Szent Quirinus vértanú (június 4.)

## R
- Radegunda (I. Chlothar frank király felesége, apáca  (augusztus 13.)
- Pennaforti Szent Rajmund (január 7.)
- Szent Remigius
- Richardis
- Casciai Szent Rita (május 22.)
- Bellarmin Szent Róbert
- Szent Rókus (augusztus 17.)
- Alekszej Nyikolajevics Romanov orosz nagyherceg
- Anasztaszija Nyikolajevna Romanova orosz nagyhercegnő
- Szent Romarik (december 8.)
- Szent Romuald (június 19.)
- Boldog Romzsa Tódor
- Szent Rozália (szeptember 4.)
- Andrej Rubljov
- Szent Rumbold
- Salzburgi Szent Rupert (március 27.)

## S
- Salamon zsidó király (november 13.)
- I. Sándor pápa (május 3.)
- Boldog Sándor István (június 8.)
- Boldog Salkaházi Sára (május 11.)
- Boldog Scheffler János
- Boldog Duns Scotus teológus
- Boldog Sebestyén (missziós püspök) (november 13.)
- Szent Sebestyén (január 20.)
- Simon apostol (október 28.)
- Barszabbasz Szent Simon püspök (április 21.)
- Idősebb Oszlopos Szent Simeon szerzetes (január 5.)
- Szent Skolasztika (február 10.)
- Szent Solangia (május 10.)
- Boldog Alojzije Stepinac püspök (február 10.)

## SZ
- Szent Szaniszló (április 11.)
- Szent Száva (január 27.)
- Szent Szerváciusz
- Noricumi Szent Szeverin szerzetes (január 19.)
- Szent Szilvia
- Szilvériusz pápa (június 20.)
- Szimpliciusz pápa
- I. Szergiusz pápa
- I. Szilveszter pápa (december 31.)
- Guzzolini Szent Szilveszter (november 26.)
- Sziriciusz pápa
- I. Szixtusz pápa (április 6.)
- II. Szixtusz pápa (augusztus 7.)
- III. Szixtusz pápa
- Szótér pápa (április 22.)
- Szümmakhosz pápa

## T
- Tamás apostol (július 3.)
- Aquinói Szent Tamás (január 28.)
- Canterburyi Szent Tamás [Becket Tamás] (december 29.)
- Morus Tamás (június 22.)
- Teleszphorosz pápa (január 2.)
- Boldog Temesvári Pelbárt (november 13.)
- Szent Timoteus (január 26.)
- Szent Teodózius (január 11.)
- Ávilai Szent Teréz (október 15.)
- Fernández Solar Szent Terézia
- Kalkuttai Szent Teréz
- Lisieux-i Szent Teréz (október 1.)
- Teresa de Jesus Jornet e Ibars (augusztus 26.)
- Szent Thorlak
- Szent Titusz (január 26.)
- A tizennégy segítőszent
- Sojourner Truth
- Mongrovejói Szent Turibiusz (március 23.)

## U
- Gubbiói Szent Ubald (május 16.)

## V
- Szent Valburga bencés apátnő  (május 1.)
- Boldog Vándor József (katolikus pap)
- Nagy Szent Vazul (január 2.)
- Csehországi Szent Vencel (szeptember 28.)
- Szent Vendel (október 20.)
- Szent Veronika  (július 12.)
- Giuliani Szent Veronika (július 9.)
- Boldog Vénárd János-Teofán misszionárius (február 2.)
- Szent Viboráda (május 2.)
- Szent Viktor (július 21.)
- I. Viktor pápa (július 28.)
- Boldog III. Viktor pápa
- Szent Viktória
- Hirsaui Boldog Vilmos (július 5.)
- Ferrer Szent Vince (április 5.)
- Kadłubek Boldog Vince
- Páli Szent Vince (szeptember 27.)
- Pallotti Szent Vince (január 22.)
- Zaragozai Szent Vince (január 22.)
- Szent Virgil
- Vitaliánusz pápa
- Szent Vitus (június 15.)
- I. Vlagyimir kijevi nagyfejedelem [Kijevi Szent Vlagyimir] (július 15.)
- Boldog Jacopo da Voragine érsek  (július 13.)

## W
- Ward Mária rendalapító  (január 23.)
- Szent Willibald püspök  (július 7.)
- Szent Willibrord érsek  (november 7.)
- Regensburgi Szent Wolfgang  (október 31.)
- Szent Wunibald bencés apát  (július 7.)

## Z
- Zakariás (Keresztelő János apja) (november 5.)
- Zakariás pápa (március 15.)
- Zefirin pápa (augusztus 26.)
- Szent Zita (április 27.)
- Szent Zoerard-András (július 17.)
- Zószimosz pápa

## ZS
- Zsigmond burgund király
- Szent Zsófia  (május 15.)
- Szent Zsuzsanna [Susanik] vértanú (október 17.)
- Szent Zsombor (Zombor) november 8.